# Bob Baker (scenarioschrijver)
Bob Baker (Bristol, 26 juli 1939 – 3 november 2021) was een Brits scenarioschrijver.  
Zijn meest succesvolle werk betreft vier scripts voor Wallace & Gromit-films: The Wrong Trousers, A Close Shave, The Curse of the Were-Rabbit en A Matter of Loaf and Death. In de laatstgenoemde film werd er een personage naar Baker genoemd. 
Ook schreef Baker verscheidene afleveringen voor de televisieserie Doctor Who. Dit deed hij tussen 1971 en 1979. Daarnaast schreef hij enkele afleveringen voor de televisieseries Shoestring en Bergerac
Baker woonde in Stroud,Gloucestershire. Hij overleed op 3 november 2021 op 82-jarige leeftijd.